# Здание школы (Большой Смоленский проспект, 36)
Здание школы на Большом Смоленском проспекте, 36 — памятник архитектуры. Расположен в Санкт-Петербурге.
У здания, построенного по проекту Н. Ф. Демкова в 1932—1933 годах, симметричная композиция и больше этажей, чем характерно для школ периода конструктивизма. План сложный, отдалённо похожий на самолёт. Со стороны проспекта по центру расположен цилиндрический объём, подчёркнутый лопатками, от которого отходят крылья в 4-5 этажей, на территории сада от центра (выходящего в сад в форме ризалита) отходят Т-образные пониженные корпуса. Для здания характерен меняющийся ритм окон.
В центральном объёме размещены вестибюль, библиотека и актовый зал.
До 1951 года здание занимала школа при заводе имени Ленина, после — Морской колледж.